# Théophile-Rémy Frêne
Théophile-Rémy Frêne (* 17. Juni 1727 in Orvin; † 15. Juni 1804 in Tavannes) war ein reformierter Pfarrer und Gelehrter in der Schweiz.
Nach einem Studium der Theologie an der Hohen Schule von Bern wurde er im Mai 1745 zum Pfarrer ordiniert. 1759 wurde er Diakon von Erguël, 1760 Pfarrer in Courtelary und 1763 Pfarrer von Tavannes-Chaindon, wo er im Amt verstarb. Seine Tochter Isabelle heiratete 1778 den Pfarrer und Bienenzüchter Jonas de Gélieu.
Als Vertreter der Aufklärung verfasste Frêne eine Abhandlung gegen Baruch Spinoza, eine Widerlegung von Jean-Jacques Rousseaus Discours sur les sciences et les arts sowie ein agronomisches Werk mit dem Titel Des Montagnes du Mont Jura. Aus dem Deutschen übersetzte er u. a. die Vollständige Geographie von Johann Hübner.
Frêne war Initiator des von Charles-Ferdinand Morel veröffentlichten Abrégé de l’histoire et de la statistique du ci-devant évêché de Bâle. Ebenfalls von Morel herausgegeben wurde Frênes Cléobule ou Pensées diverses d’un pasteur de campagne.

## Werke (Auswahl)
- Journal de ma vie. Éd.: A. Bandelier et al., 5 vol., Porrentruy: Société jurassienne d’émulation; Biel/Bienne: Editions Intervalles 1993–94 (mit Register und Dokumentation [Franz.]).